# 成尋阿闍梨母
成尋阿闍梨母（じょうじんあじゃり の はは は、永延2年（988年）? - 没年不詳）は、平安時代中期の女流歌人。源俊賢の娘とされるが、京都大雲寺の縁起によれば、堤大納言の娘とされる。陸奥守藤原実方の子貞叙に嫁し、僧成尋・成尊ら2子を生む。
夫とは1014年 - 1015年頃、早くして死別。家集「成尋阿闍梨母集」（宮崎荘平訳注、講談社学術文庫ほか）は、中国（宋）へ渡る子の成尋を思う母親の心情を詠んだものとして有名である。この歌集は日記的なもので、1073年（延久5年）5月で終わっていることから、これ以降に没したとみられている。